# Inscrições de Doliscana
As inscrições de Doliscana (em georgiano: დოლისყანას წარწერები) são inscrições da língua georgiana escritas em asomtavruli no mosteiro de Doliscana, situada no Reino de Tao-Clarjécia (atual província de Artvin, na Turquia). As inscrições mencionam o príncipe e rei titular georgiano Simbácio I. As inscrições são datadas da primeira metade do século X.

## Inscrições

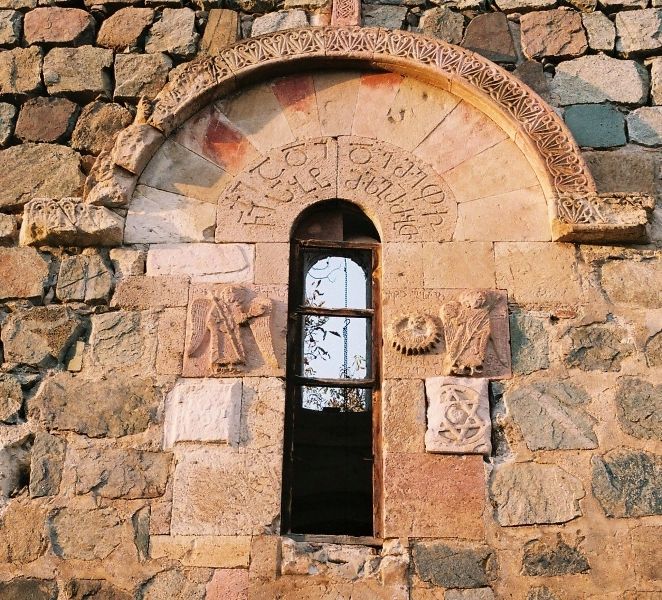

### Inscrição 1
| “ | ႵႤ ႠႣႨႣႤ ႫႤႴჁ ႹႬႨ ႱႡႲ ႫႦႢႰႻႡႧ | ” |

- Tradução: "Cristo, glorifica nosso rei Simbácio com longevidade."[3][4][5]

### Inscrição 2
| “ | ႼჂ ႫႵႪ ႼჂ ႢႡႰႪ | ” |

- Tradução: "São Miguel, São Gabriel."[6][7][8]

### Inscrição 3
| “ | ႸႵႫႬ Ⴑ ჄႪ ႧႠ ႢႡႰႪ ႣႩ ႬႱჂ ႧႠ | ” |

- Tradução: "Criado pela mão do bispo Gabriel."[9]

### Inscrição 4
| “ | ႼႭ ႱႲႤ ႴႠႬ Ⴄ ႸႤ Ⴋ Ⴛ ႶႰႨ ႢႡႪ | ” |

- Tradução: "Santo Estêvão, tenha misericórdia do padre Gabriel."[10]

### Inscrição 5
| “ | ႨႳ ႵႤ ႼჂ ႤႱႤ ႤႩႪႤႱႨჂ ႼႤ ႣႶႤႱႠ ႫႤႴႤႧႠ ႹႬႧႠ ႵႤ ႸႤ | ” |

- Tradução: "Jesus Cristo, tenha misericórdia da igreja de nossos reis, ó Cristo tenha misericórdia."[11][12]